# Haematopota
A Haematopota a rovarok (Insecta) osztályának kétszárnyúak (Diptera) rendjébe, ezen belül a bögölyfélék (Tabanidae) családjába tartozó nem.

## Rendszerezés
A nembe az alábbi fajok tartoznak (a lista nem teljes):
- Haematopota americana Osten Sacken, 1875
- Haematopota bigoti Gobert, 1880
- Haematopota champlaini Philip, 1953
- vastagcsápú pőcsik (Haematopota crassicornis) Wahlberg, 1848
- Haematopota grandis Meigen, 1820
- feketelábú pőcsik (Haematopota italica) Meigen, 1804
- esőthozó pőcsik (Haematopota pluvialis) (Linnaeus 1758)
- Haematopota punctulata Macquart, 1838
- Haematopota rara Johnson, 1912
- Haematopota subcylindrica Pandellé, 1883
- Haematopota willistoni Philip, 1953